# Гродненська губернія
Гродненська губернія — історична адміністративно-територіальна одиниця Російської імперії, одна з північно-західних губерній. Значну частку населення губернії становили українці.

## Історія
Після третього розподілу Речі Посполитої в 1795 році була утворена Слонімська губернія в складі якої 8 повітів: Слонімський, Новогрудський, Гродненський, Вовковиський, Берестейський, Кобринський, Пружанський і Лідський. Через рік, у 1797 році, Слонімська губернія з'єдналася з Віленською, під назвою Литовської губернії, а через п'ять років, за указом 1801 року, відокремлена і додана до Білоруських територій під попередньою назвою.
У такому вигляді вона проіснувала 40 років до приєднання до неї в 1842 році Білостоцької області, яка складалася з 4 повітів: Білостоцький, Сокальський, Бельський і Дрогичинський, причому останній був з'єднаний із Бєльським в один повіт; Лідський повіт відійшов до Віленської губернії, а Новогрудський — до Мінської. Ліквідована була практично в 1915 році, після окупації Німеччиною під час Першої світової війни. В окупації була відома як Білосток-Гродненський район Обер Ост.
Після входження до УНР південної половини губернії (Берестейщина) Центральною Радою утворена земля Підляшшя (до неї включена також Холмська губернія), перейменована пізніше Скоропадським на Холмську губернію. Після окупації поляками в 1919 році та наступної радянсько-польської війни, у 1921 році поляками територія колишньої губернії була розділена між воєводствами Білостоцьким, Новогрудським та Поліським Другої Польської Республіки.

## Розташування
На півночі межувала з Сувальською і Віленською, на сході — з Мінською, на півдні — з Волинською, на заході — з Седлецькою і Ломжинською губерніями. За площею — 33979 верст², належала до числа найменших губерній в імперії.
Центр — м. Гродно. Губернія поділялась на 9 повітів: Гродненський, Сокольський, Білостоцький, Більський, Брестський, Кобринський, Пружанський, Волковиський та Слонімський, які в свою чергу поділялись на 185 волостей з 7992 поселеннями (112663 дворів).
У губернії було 16 міст і 62 містечка.

## Населення

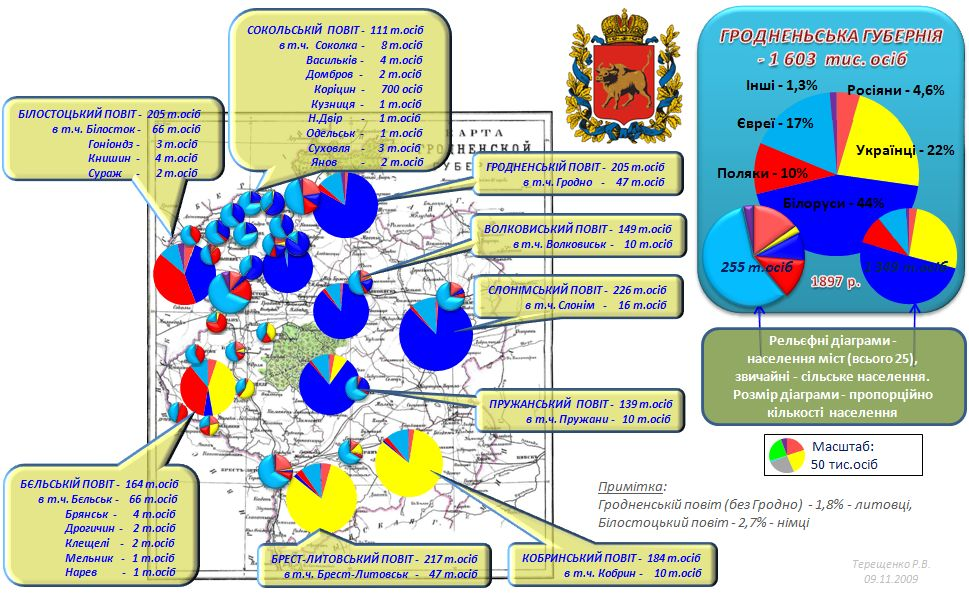
Населення Гродненської губернії за переписом 1897 року

Частка українськомовного населення в повітах Гродненської губернії за даними перепису населення 1897 року

Населення губернії:
- 1863 р. — 894,2 тис.
- 1885 р. — 1321,2 тис.
- 1897 р. — 1603,4 тис.
- 1914 р. — 2048,2 тис.

«Мапа народонаселення Гродненської губернії за віросповіданнями» Олександра Ріттіха, 1864 рік

За працею російського військового статистика Олександра Ріттіха «Племенной состав контингентов русской армии и мужского населения Европейской России» 1875 року частка українців серед чоловіків призовного віку Гродненської губернії становила 35,34 %, білорусів — 39,22 %, євреїв — 13,30 %, мазурів — 6,14 %, поляків — 2,43 %, німців — 0,97 %, литовців (литви) — 0,23 %, татар — 0,12 %, циган — 0,008 %,.
За переписом 1897 року з 1603 тис. мешканців губернії 255 тис. (15,9 %) проживали у містах. Найбільшими з них були Білосток (66,0 тис.), Гродно (46,9 тис.), Брест-Литовськ (46,6 тис.)
| Розподіл населення в містах губернії за мовою (перепис 1897 року) | Розподіл населення в містах губернії за мовою (перепис 1897 року) | Розподіл населення в містах губернії за мовою (перепис 1897 року) | Розподіл населення в містах губернії за мовою (перепис 1897 року) | Розподіл населення в містах губернії за мовою (перепис 1897 року) | Розподіл населення в містах губернії за мовою (перепис 1897 року) | Розподіл населення в містах губернії за мовою (перепис 1897 року) |
| Місто                                                             | Білоруська                                                        | Російська                                                         | Єврейська                                                         | Польська                                                          | Українська                                                        | Інша                                                              |
| ----------------------------------------------------------------- | ----------------------------------------------------------------- | ----------------------------------------------------------------- | ----------------------------------------------------------------- | ----------------------------------------------------------------- | ----------------------------------------------------------------- | ----------------------------------------------------------------- |
| Гродно                                                            | 11.6 %                                                            | 22.4 %                                                            | 47.7 %                                                            | 14.5 %                                                            | 0.2 %                                                             | 3.6 %                                                             |
| Брест-Литовськ                                                    | 2.6 %                                                             | 21.9 %                                                            | 64.7 %                                                            | 7.2 %                                                             | 1.5 %                                                             | 2.1 %                                                             |
| Білосток                                                          | 3.7 %                                                             | 10.3 %                                                            | 62.0 %                                                            | 17.2 %                                                            | 0.2 %                                                             | 6.6 %                                                             |
| Гоньондз                                                          |                                                                   | 2.0 %                                                             | 59.8 %                                                            | 38.0 %                                                            |                                                                   | 0.2 %                                                             |
| Книшин                                                            |                                                                   | 10.4 %                                                            | 48.7 %                                                            | 34.1 %                                                            | 2.0 %                                                             | 4.8 %                                                             |
| Сураж                                                             | 0.1 %                                                             | 4.7 %                                                             | 23.0 %                                                            | 72.2 %                                                            |                                                                   |                                                                   |
| Більськ                                                           | 3.3 %                                                             | 20.1 %                                                            | 54.4 %                                                            | 13.5 %                                                            | 7.4 %                                                             | 1.3 %                                                             |
| Бранськ                                                           | 0.1 %                                                             | 4.6 %                                                             | 58.1 %                                                            | 37.0 %                                                            |                                                                   | 0.2 %                                                             |
| Дорогичин                                                         |                                                                   | 8.0 %                                                             | 45.9 %                                                            | 45.9 %                                                            |                                                                   | 0.2 %                                                             |
| Клещеле                                                           |                                                                   | 5.7 %                                                             | 35.3 %                                                            | 4.5 %                                                             | 54.0 %                                                            | 0.5 %                                                             |
| Мельник                                                           |                                                                   | 21.8 %                                                            | 29.7 %                                                            | 19.7 %                                                            | 28.4 %                                                            | 0.4 %                                                             |
| Нарев                                                             | 0.1 %                                                             | 3.2 %                                                             | 41.9 %                                                            | 17.4 %                                                            | 37.1 %                                                            | 0.3 %                                                             |
| Волковиськ                                                        | 19.6 %                                                            | 17.6 %                                                            | 53.3 %                                                            | 4.8 %                                                             | 2.2 %                                                             | 2.5 %                                                             |
| Кобринь                                                           | 0.8 %                                                             | 12.5 %                                                            | 64.7 %                                                            | 4.5 %                                                             | 15.6 %                                                            | 1.9 %                                                             |
| Пружани                                                           | 24.4 %                                                            | 5.8 %                                                             | 66.5 %                                                            | 2.9 %                                                             | 0.1 %                                                             | 0.3 %                                                             |
| Слонім                                                            | 6.2 %                                                             | 14.8 %                                                            | 71.8 %                                                            | 5.7 %                                                             |                                                                   | 1.5 %                                                             |
| Соколка                                                           | 20.2 %                                                            | 21.7 %                                                            | 37.5 %                                                            | 8.3 %                                                             | 6.2 %                                                             | 6.1 %                                                             |
| Васильків                                                         | 60.2 %                                                            | 0.6 %                                                             | 37.7 %                                                            | 0.2 %                                                             |                                                                   | 1.3 %                                                             |
| Домброва                                                          | 22.2 %                                                            | 0.7 %                                                             | 75.4 %                                                            | 1.6 %                                                             |                                                                   | 0.1 %                                                             |
| Корицин                                                           | 35.1 %                                                            |                                                                   | 60.2 %                                                            | 4.0 %                                                             | 0.1 %                                                             | 0.6 %                                                             |
| Кузниця                                                           | 38.0 %                                                            | 3.8 %                                                             | 57.5 %                                                            | 0.6 %                                                             | 0.1 %                                                             |                                                                   |
| Новий Двір                                                        | 57.8 %                                                            | 2.4 %                                                             | 37.7 %                                                            | 1.9 %                                                             |                                                                   | 0.2 %                                                             |
| Одільськ                                                          | 83.0 %                                                            | 0.5 %                                                             | 16.0 %                                                            | 0.4 %                                                             |                                                                   | 0.1 %                                                             |
| Суховоля                                                          | 37.1 %                                                            | 1.2 %                                                             | 60.7 %                                                            | 1.0 %                                                             |                                                                   |                                                                   |
| Янів                                                              | 19.7 %                                                            | 1.0 %                                                             | 78.2 %                                                            | 1.0 %                                                             |                                                                   | 0.1 %                                                             |
| По губернії                                                       | 9.0 %                                                             | 15.0 %                                                            | 57.7 %                                                            | 12.6 %                                                            | 2.3 %                                                             | 3.4 %                                                             |

| Розподіл населення в повітах губернії за мовою (перепис 1897 року) | Розподіл населення в повітах губернії за мовою (перепис 1897 року) | Розподіл населення в повітах губернії за мовою (перепис 1897 року) | Розподіл населення в повітах губернії за мовою (перепис 1897 року) | Розподіл населення в повітах губернії за мовою (перепис 1897 року) | Розподіл населення в повітах губернії за мовою (перепис 1897 року) | Розподіл населення в повітах губернії за мовою (перепис 1897 року) |
| Повіт (без міст)                                                   | Білоруська                                                         | Українська                                                         | Єврейська                                                          | Польська                                                           | Російська                                                          | Інша                                                               |
| ------------------------------------------------------------------ | ------------------------------------------------------------------ | ------------------------------------------------------------------ | ------------------------------------------------------------------ | ------------------------------------------------------------------ | ------------------------------------------------------------------ | ------------------------------------------------------------------ |
| Гродненський                                                       | 81.8 %                                                             |                                                                    | 11.6 %                                                             | 3.0 %                                                              | 1.4 %                                                              |                                                                    |
| Берестейський                                                      | 1.6 %                                                              | 81.4 %                                                             | 8.9 %                                                              | 3.0 %                                                              | 4.4 %                                                              |                                                                    |
| Білостоцький                                                       | 39.1 %                                                             | 0.3 %                                                              | 10.1 %                                                             | 41.8 %                                                             | 4.9 %                                                              |                                                                    |
| Більський                                                          | 5.3 %                                                              | 42.2 %                                                             | 10.6 %                                                             | 36.5 %                                                             | 5.1 %                                                              |                                                                    |
| Волковиський                                                       | 87.1 %                                                             |                                                                    | 9.3 %                                                              | 1.9 %                                                              | 1.2 %                                                              |                                                                    |
| Кобринський                                                        | 0.8 %                                                              | 83.4 %                                                             | 10.7 %                                                             | 2.1 %                                                              | 2.6 %                                                              |                                                                    |
| Пружанський                                                        | 78.5 %                                                             | 7.1 %                                                              | 9.7 %                                                              | 1.3 %                                                              | 2.8 %                                                              |                                                                    |
| Слонімський                                                        | 86.3 %                                                             | 0.1 %                                                              | 10.9 %                                                             | 1.2 %                                                              | 1.1 %                                                              |                                                                    |
| Сокольський                                                        | 96.7 %                                                             |                                                                    | 2.3 %                                                              | 0.6 %                                                              | 0.2 %                                                              |                                                                    |
| По губернії (сільське населення)                                   | 50.6 %                                                             | 26.4 %                                                             | 9.8 %                                                              | 9.6 %                                                              | 2.7 %                                                              |                                                                    |

## Сучасність
2/3 території колишньої губернії — у складі Білорусі (Берестейський, Волковиський, Гродненський, Кобринський, Пружанський, Слонімський повіти), 1/3 — у складі Польщі (Більський, Білостоцький, Сокольський повіти). Три села колишньої Гродненської губернії (Гірки, Люботин та Мукошин Одрижинської волості Кобринського повіту) — у межах України.